# Andrej Gromyko
Andrej Andrejevitsj Gromyko (Russisch: Андрей Андреевич Громыко) (Starje Gromyki, 18 juli (5 juli oude stijl) 1909 - Moskou, 2 juli 1989) was minister van Buitenlandse Zaken (1957-1985) en van 1985 tot 1988 voorzitter van het Presidium van de Opperste Sovjet van de USSR.

## Levensloop
Andrej Gromyko werd geboren als Andrej Andrejevitsj Boermakov (Бурмаков) in een boerenfamilie in het Wit-Russische dorp Starje Gromyki (oude donderslagen), nabij Gomel. Voor zijn publieke leven heeft hij een schuilnaam aangenomen die van de naam van zijn geboortedorp is afgeleid.
Hij studeerde aan de landbouwhogeschool van Minsk en studeerde af in 1936. Later werkte hij als econoom aan het Economisch Instituut van Moskou.
Gromyko kwam in 1939, na Stalins zuiveringen, bij het departement voor buitenlandse zaken, in de afdeling die voor de Verenigde Staten verantwoordelijk was. Hij werd al snel naar de Verenigde Staten gestuurd, en werkte daar als Sovjet-ambassadeur tot 1943. Hij speelde een belangrijke rol in de coördinatie van de anti-Hitlercoalitie tussen de twee landen, en was prominent aanwezig bij gebeurtenissen zoals de conferentie van Jalta. Hij stond bekend als een uitstekend onderhandelaar met een ijzeren geheugen en een enorme ervaring. In het Westen kreeg hij de bijnaam 'Mr. Nyet' ('Meneer Nee'), voor zijn koppige manier van onderhandelen en de vele veto's die onder zijn bewind in de Veiligheidsraad van de Verenigde Naties door de Sovjetregering werden uitgesproken.
In 1946 werd hij afgevaardigde van de USSR in de Veiligheidsraad. Hij diende kort als ambassadeur in het Verenigd Koninkrijk in 1952-1953 en keerde daarna terug naar de Sovjet-Unie, waar hij minister van buitenlandse zaken werd. Deze functie vervulde hij 28 jaar lang. Hij was intensief betrokken bij de Cubacrisis en ontmoette in dit verband de Amerikaanse president John F. Kennedy. Gromyko hielp ook bij verscheidene andere afspraken en overleggingen. Gedurende de jaren onder Brezjnev hielp hij met construeren van het beleid van ontspanning tussen de grootmachten en droeg hij bij aan het opstellen van het non-agressiepact met West-Duitsland.
Gromyko werd gekozen in het Politbureau op 23 april 1973 en werd president van de Sovjet-Unie in 1985, als opvolger van de voortijdig overleden Konstantin Tsjernenko. Zijn functie als president was echter voornamelijk ceremonieel. Hij werd drie jaar later gedwongen af te treden vanwege zijn verzet tegen de hervormingen van Michail Gorbatsjov. Een jaar later overleed Gromyko in Moskou.

## Memoires
De memoires van Gromyko werden in Nederland in 1989 gepubliceerd onder de titel 50 Jaar wereldpolitiek.
- Bibsys: 90331667
- Biblioteca Nacional de España: XX1133222
- Bibliothèque nationale de France: cb11905985r (data)
- Catàleg d'autoritats de noms i títols de Catalunya: 981058525305506706
- CiNii: DA00489556
- Gemeinsame Normdatei: 118857886
- International Standard Name Identifier: 0000 0001 0924 2661
- Library of Congress Control Number: n50032803
- Nationale Bibliotheek van Letland: 000066176
- National Archives and Records Administration: 10580728
- Bibliotheek van het Japanse parlement: 00441790
- Nationale Bibliotheek van Tsjechië: jn19990210259
- Nationale bibliotheek van Australië: 35153178
- Nationale Bibliotheek van Israël: 987007262162805171
- Nationale Bibliotheek van Polen: a0000003024592
- Nationale en Universitaire bibliotheek Zagreb: 000172272
- Nederlandse Thesaurus van Auteursnamen: 068323611
- Réseau des bibliothèques de Suisse occidentale: 02-A021737023
- LIBRIS: 188723
- SNAC: w6515bvz
- Système universitaire de documentation: 026904128
- Trove: 843978
- Virtual International Authority File: 91620477
- WorldCat: E39PBJjxt7JmVdvJcfBFKpKw4q